# Понтий Пилат
По́нтий Пила́т (лат. Pontius Pilatus, др.-греч. Πόντιος Πιλάτος; родился около 12 года до н. э., Апруций, Римская империя — умер после 37 года) — римский префект Иудеи c 26 по 36 год, из всаднического сословия. Корнелий Тацит называет его прокуратором Иудеи, Иосиф Флавий — правителем (игемоном) и наместником, однако найденная в 1961 году в Кесарии надпись, датируемая периодом правления Пилата, показывает, что он, как и другие римские правители Иудеи с 6 по 41 год, был в должности префекта.
Правление Пилата ознаменовалось массовым насилием и казнями. Налоговый и политический гнёт, провокационные действия Понтия Пилата, оскорблявшие религиозные верования и обычаи иудеев, вызывали массовые народные выступления, беспощадно подавлявшиеся римлянами. Современник Пилата философ Филон Александрийский характеризует его как жестокого и продажного самодура, виновного в многочисленных казнях, совершённых безо всякого суда. Иудейский царь Агриппа I в письме императору Калигуле также перечисляет многочисленные преступления Пилата: «подкуп, насилия, разбойничество, дурное обращение, оскорбления, непрерывные казни без вынесения судебного приговора и его бесконечная и невыносимая жестокость».
После жалобы самаритян на кровавую расправу, учинённую Понтием Пилатом, в 36 году римский легат в Сирии Луций Вителлий (отец будущего императора Вителлия) отстранил его от должности и отправил в Рим. Дальнейшая судьба Пилата неизвестна.

## Понтий Пилат в христианской традиции
Согласно Новому Завету, Понтий Пилат во время суда трижды отказывался предать Иисуса Христа смерти, в которой был заинтересован синедрион во главе с первосвященником Каиафой.

… Но они кричали: Распни Его!  Он в третий раз сказал им: Какое же зло сделал Он? я ничего достойного смерти не нашёл в Нём; итак, наказав Его, отпущу.
Но они продолжали с великим криком требовать чтобы Он был распят; и превозмог крик их и первосвященников. 
И Пилат решил быть по прошению их и отпустил им посаженного за возмущения и убийства в темницу, которого они просили, а Иисуса предал в их волю.
— Лк. 23:21

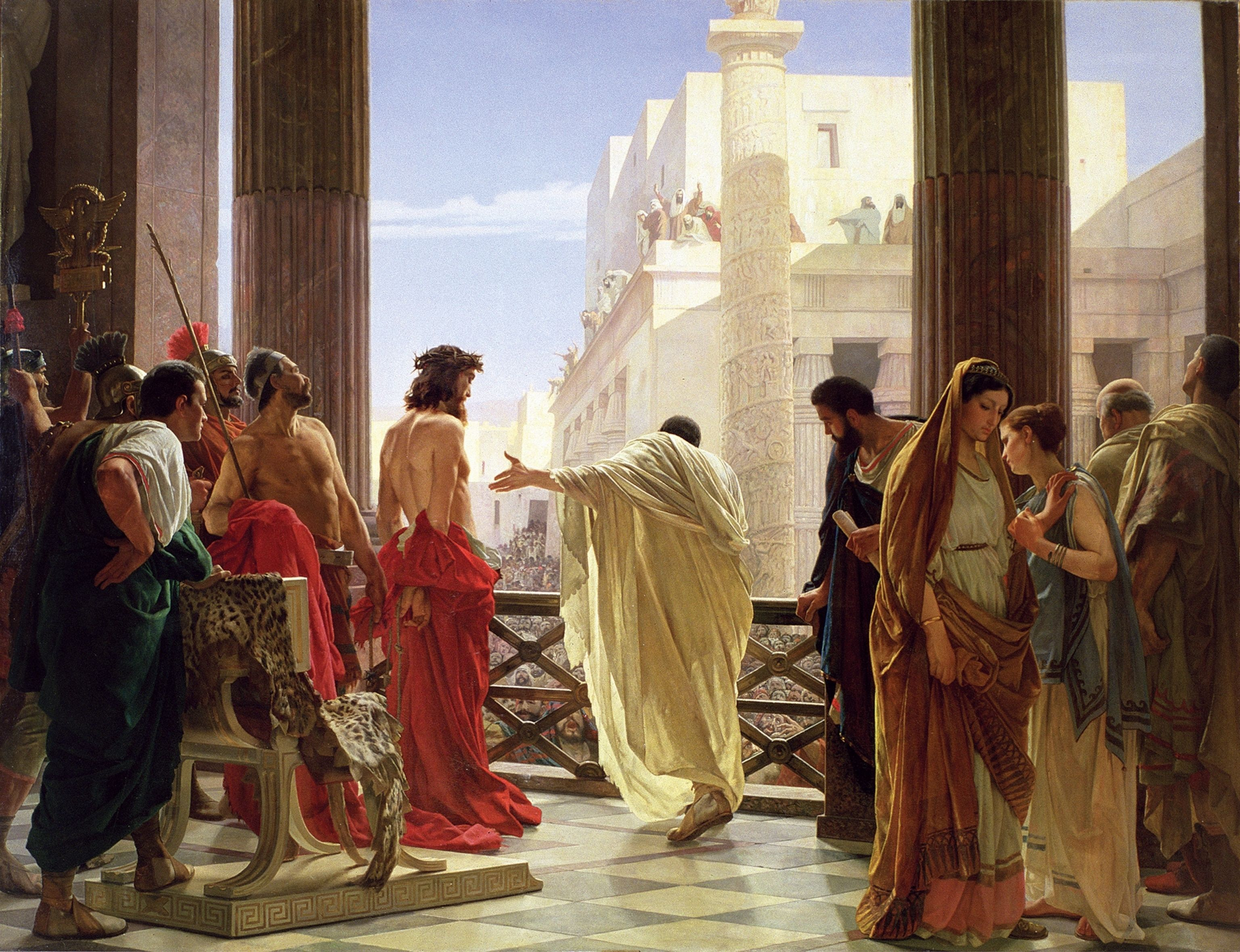
Ecce Homo (Се, Человек!). На картине Антонио Чизери Понтий Пилат показывает подвергшегося бичеванию Иисуса жителям Иерусалима, в правом углу изображена скорбящая жена Пилата.

По евангельскому рассказу, Пилат при этом «взял воды и умыл руки перед народом», использовав, таким образом, старинный иудейский обычай, символизировавший невиновность в пролитии крови (отсюда выражение «умыть руки»).
И написал фразу, которую прикрепили к кресту, на котором распяли Христа.

Пилат же написал и надпись, и поставил на кресте. Написано было: Иисус Назорей, Царь Иудейский. Эту надпись читали многие из Иудеев, потому что место, где был распят Иисус, было недалеко от города, и написано было по-еврейски, по-гречески, по-римски. 
Первосвященники же Иудейские сказали Пилату: не пиши: Царь Иудейский, но что Он говорил: Я Царь Иудейский.
Пилат отвечал: что я написал, то написал.
—  Ин. 19:19—22
Относительно последующей жизни Пилата существует множество легенд, историческая достоверность которых сомнительна. Согласно Евсевию Кесарийскому (IV век), он впал в различные несчастья, которые в конце концов вынудили его к самоубийству. По другой апокрифической легенде, его тело после самоубийства было брошено в Тибр, но это вызвало такое возмущение воды, что тело было извлечено, отвезено в Виенну и утоплено в Родане, где наблюдались те же самые явления, так что в конце концов его пришлось утопить в озере названном по его имени на высоте 1548 метров под Люцерной. На этом месте сегодня верховое болото. В Швейцарии эта легенда так широко известна, что даже главная гора Люцерна названа горой Пилата «Pilatusberg». По другим сообщениям, он был казнён Нероном. В Виенне находится пирамидальная колонна цирка (ипподрома), которую долгое время выдавали за «гробницу Пилата».
Имя Понтия Пилата — одно из трёх (помимо имён Иисуса и Марии), упоминающееся в христианском Символе веры: «И во единого Господа Иисуса Христа, …распятого за нас при Понтии Пилате, страдавшего и погребённого». По распространённому богословскому толкованию, слова «при Понтии Пилате» — указание на конкретную дату, на то, что земная жизнь Христа стала фактом человеческой истории.

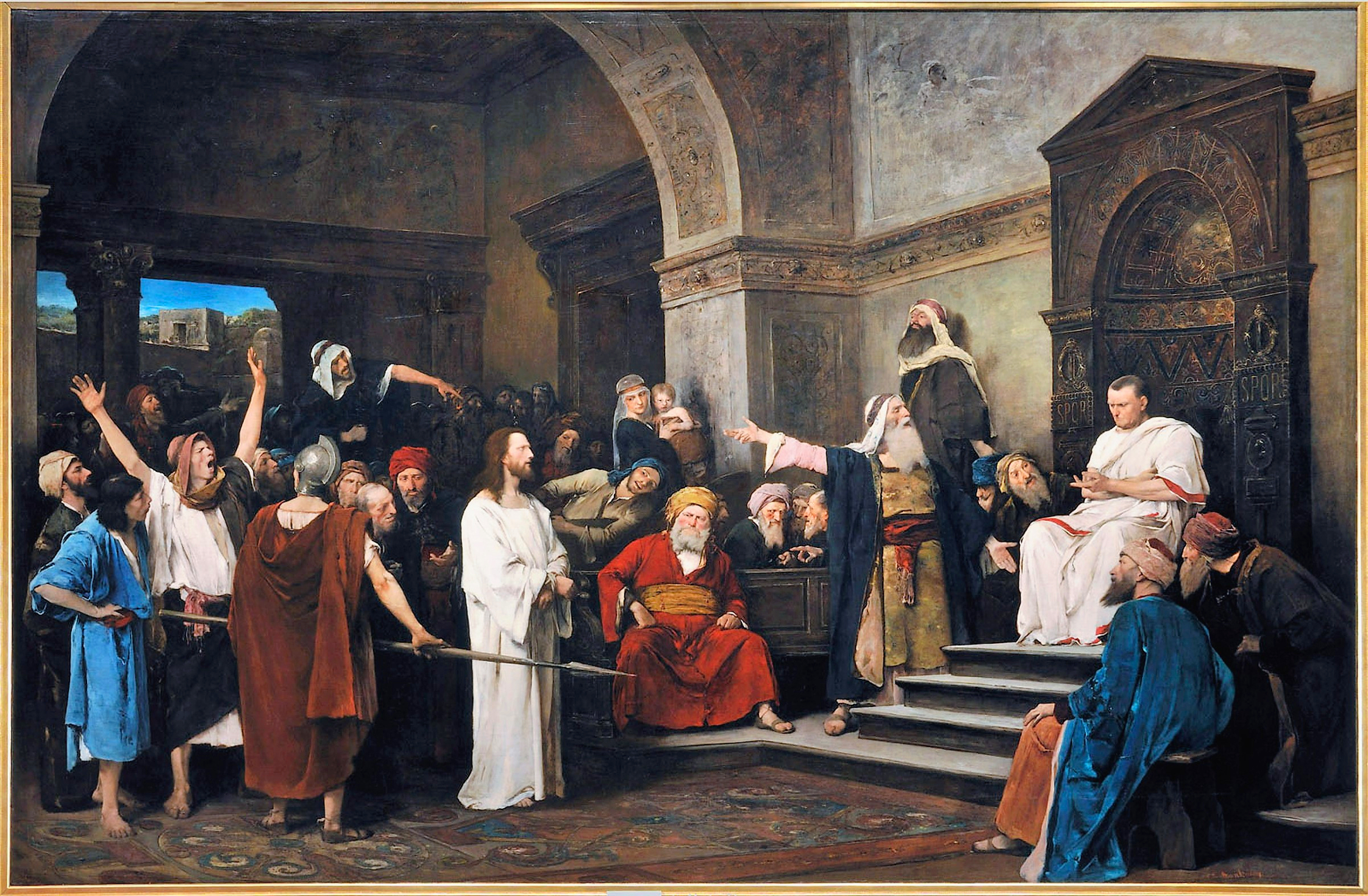
Христос перед Пилатом, Михай Мункачи, 1881 год

### Апокрифы о Понтии Пилате
Первоначальная враждебность христианства к Понтию Пилату постепенно исчезает, и «раскаявшийся» и «обратившийся к христианству» Пилат становится героем ряда новозаветных апокрифов, а Эфиопская православная церковь даже канонизировала жену Пилата Прокулу (имя известно из ряда списков Евангелия от Никодима), которую стали отождествлять с христианкой-римлянкой Клавдией, упоминаемой у апостола Павла (2Тим. 4:21). В результате возникло двойное имя — Клавдия Прокула. Эфиопская церковь почитает Пилата в лике святых и совершает его память вместе с его женой 25 июня.

## Суд Пилата
Суд Пилата — описанный в Евангелиях суд над Иисусом Христом, которому Пилат, следуя требованиям народной толпы, вынес смертный приговор. Во время суда, согласно Евангелиям, Иисуса Христа подвергли истязаниям (бичеванию, возложению тернового венца), поэтому суд Пилата входит в число Страстей Христовых.

## Исторические свидетельства

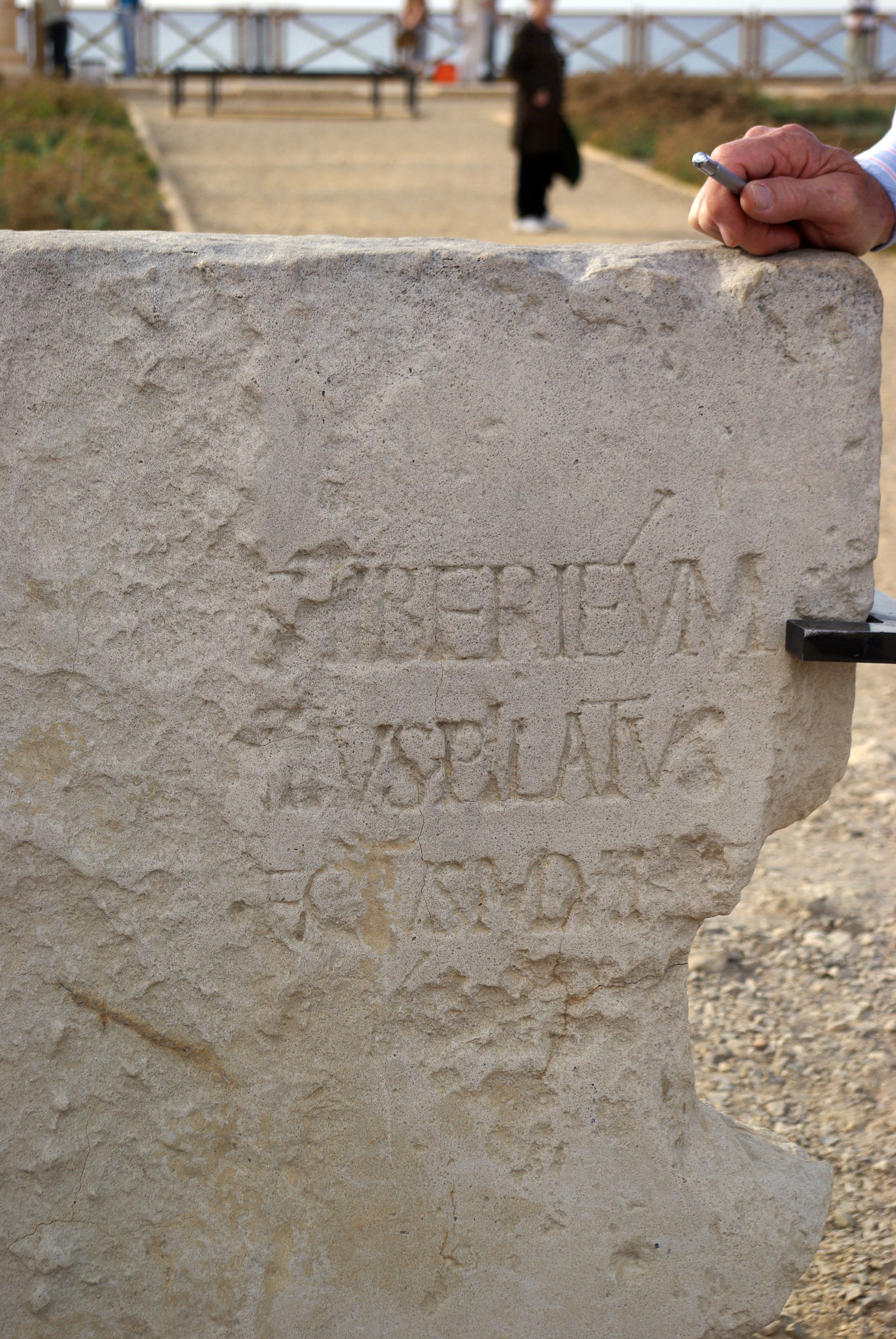
Плита из Кесарии

В целом, число исторических свидетельств о Понтии Пилате существенно уступает числу апокрифических текстов, связанных с его именем, начиная с «Донесений Пилата Тиберию», упоминания о которых встречаются уже у авторов II—III веков, и заканчивая подделками XX века, такими, например, как «Свидетельство грека Гермидия» (якобы служившего официальным биографом правителя Иудеи и записавшего подробности суда над Иисусом).
Помимо Нового Завета, Понтий Пилат упоминается в сочинениях Иосифа Флавия, Филона Александрийского и Тацита. В 1961 году в средиземноморском порту Кесарии, который был когда-то резиденцией римского наместника в Иудее, два итальянских археолога обнаружили известняковую плиту размером 82×100×20 см с латинской надписью, позже ставшей известной под названием «Плита из Кесарии», расшифрованной археологом Антонио Фрова как:
что, возможно, является фрагментом надписи: «Понтий Пилат, префект Иудеи, представлял Тиберия кесарийцам». Эта плита стала первой археологической находкой, подтвердившей существование Пилата.
В ходе проведения раскопок рядом с городом Бейт-Шемеш был обнаружен вымощенный камнем участок древнеримской дороги протяжённостью около 150 м и шириной до 6 метров, на котором нашли монеты, отчеканенные римским префектом Иудеи Понтием Пилатом в 29 г. н. э.
В 2018 году израильские учёные расшифровали надпись на найденном полвека назад древнем кольце и выяснили, что это имя римского наместника Иудеи Понтия Пилата. Специалисты предполагают, что кольцо, сделанное из медного сплава и датируемое первым веком до нашей эры — серединой первого века нашей эры, могло принадлежать либо самому Пилату, либо чиновнику в его администрации, еврею или язычнику. «Я не знаю никакого другого Пилата из той эпохи, а кольцо указывает на то, что он был человеком высокого положения», — отметил профессор Данни Шварц.

## Пилат в искусстве и культуре
Образ Пилата нашёл отражение в культуре нового времени: в художественной литературе («Мастер и Маргарита» Михаила Булгакова, «Прокуратор Иудеи» Анатоля Франса, «Евангелие от Пилата» Эрика-Эмманюэля Шмитта, «Кредо Пилата» Карела Чапека, «Смирительная рубашка» Джека Лондона, «Плаха» Чингиза Айтматова), «Воспоминания Понтия Пилата» Анны Берне, музыке (рок-оперы «Иисус Христос — суперзвезда» Эндрю Ллойда Уэббера, «Мастер и Маргарита» А. Градского, песня группы «Ария» «Кровь за кровь») и многих других; в изобразительном искусстве («Христос перед Пилатом» (1634) Рембрандта, «Что есть истина?» (1890) Николая Ге, ряд полотен, посвящённых сюжету Ecce Homo («Се, человек»), в том числе работы кисти Иеронима Босха, Караваджо, Корреджо, Тинторетто, Михая Мункачи и многих других.
В кинематографе образ Понтия Пилата был представлен в десятках фильмов следующими актёрами:
- Фред Стронг («Игра страсти Обераммергау» «The Passion Play of Oberammergau», США, 1898)
- Зигмунд Любин («Игра страсти» «Passion Play», Финляндия, 1898)
- Сэмюэл Морган («От яслей до креста, или Иисус из Назарета» «From the Manger to the Cross», США, 1912)
- Амлето Новелли[итал.] («Христос[итал.]» «Christus», Италия, 1916)
- Эрнст Хельбах-Кюн («Галилеянин[нем.]» «Der Galiläer», Германия, 1921)
- Вернер Краус («Иисус Назаретянин, Царь Иудейский» «I.N.R.I.», Германия, 1923)
- Виктор Варкони («Царь царей» «The King of Kings», Австрия, 1927)
- Жан Габен («Голгофа[фр.]» «Golgotha», Франция, 1935)
- Бэзил Рэтбоун («Последние дни Помпеи[англ.]» «The Last Days of Pompeii», США, 1935)
- Хозе Бавьера («Иисус из Назарета[исп.]» «Jesús de Nazareth», Мексика, 1942)
- Хосе Бавьера («Мария Магдалина: Грешница из Магдалы[англ.]» «María Magdalena: Pecadora de Magdala», Мексика, 1946)
- Хосе Бавьера («Королева королев: Дева Мария[англ.]» «Reina de reinas: La Virgen María», Мексика, 1948)
- Хосе Бавьера («Голгофский мученик[англ.]» «El mártir del Calvario», Мексика, 1952)
- Лоуэлл Гилмор («Живой Христос[англ.]» «The Living Christ Series», США, 1951)
- Ричард Бун («Плащаница» «The Robe» США, 1953)
- Бэзил Сидни («Саломея[англ.]» «Salome», США, 1953)
- Лоуэлл Гилмор («День триумфа[англ.]» «Day of Triumph», США, 1954)
- Жерар Тичи[англ.] («Поцелуй Иуды[англ.]» aka «El beso de Judas», Испания, 1954)
- Алан Уитли («Иисус из Назарета» «Jesus of Nazareth», Великобритания, 1956)
- Фрэнк Тринг («Бен-Гур» «Ben-Hur», США, 1959)
- Хёрд Хэтфилд[англ.] («Царь царей» «King of Kings», США, 1961)
- Артур Кеннеди («Варавва» «Barabbas», США — Италия, 1961)
- Жан Маре («Понтий Пилат[фр.]», «Ponce Pilate» «Ponzio Pilato», Франция — Италия, 1962)
- Алессандро Клеричи («Евангелие от Матфея» «II Vangelo secondo Matteo», Италия — Франция, 1964)
- Телли Савалас («Величайшая из когда-либо рассказанных историй» «The Greatest Story Ever Told», США, 1965)
- Ян Кречмар[пол.] («Пилат и другие» «Pilatus und Andere, Ein Film für Karfreitag», ФРГ, 1972)
- Люба Тадич («Мастер и Маргарита» «Majstor i Margarita» «II maestro e Margherita», Италия — Югославия, 1972)
- Барри Деннен («Иисус Христос — суперзвезда» «Jesus Christ Superstar», США, 1973)
- Жан Мартен («Мессия» «Il Messia», Италия — Франция, 1975)
- Род Стайгер («Иисус из Назарета» «Gesù di Nazareth», Италия — Великобритания, 1977)
- Питер Фрай («Иисус» «Jesus», США, 1979)
- Майкл Пейлин («Житие Брайана по Монти Пайтону» «Monty Python's Life of Brian», Великобритания, 1979)
- Энтони Зербе[англ.] («Наша эра» «A.D. Anno Domini», Италия — Франция — США, 1985)
- Харви Кейтель («Дело Назаретянина» «L'inchiesta», Италия — Тунис, 1986)
- Дэвид Боуи («Последнее искушение Христа» «The Last Temptation of Christ», Канада — США, 1988)
- Збигнев Запасевич («Мастер и Маргарита» «Mistrz i Małgorzata», Польша, 1988)
- Джон Вудвайн[англ.] («Инцидент в Иудее[англ.]» «Incident in Judaea», Великобритания, 1991)
- Брайан О'Шонесси[англ.] («Визуальная Библия: Евангелие от Матфея» «The Visual Bible: Matthew», ЮАР, Марокко, США, 1993)
- Михаил Ульянов («Мастер и Маргарита», Россия, 1994)
- Роберт Эдди («Мария, мать Иисуса» «Mary, mother of Jesus», США, 1999)
- Гэри Олдмен («Библейские сказания: Иисус. Бог и человек[англ.]» «Jesus», Италия — США, 1999)
- Фред Йохансон («Иисус Христос — суперзвезда» «Jesus Christ Superstar», Австралия, 2000)
- Матьё Каррьер («Библейские сказания: Иуда[нем.]» «Gli amaci di Gesù - Giuda», Италия — Германия, 2001)
- Матьё Каррьер («Библейские сказания: Фома[нем.]» «Gli amaci di Gesù - Tommaso», Италия — Германия, 2001)
- Стивен Расселл[англ.] («Евангелие от Иоанна» «The Visual Bible: The Gospel of John», Великобритания — Канада, 2003)
- Тим Мэтисон («Иуда[англ.]» «Judas», США, 2004)
- Христо Шопов («Страсти Христовы» «The Passion of the Christ», США, 2004)
- Христо Шопов («Расследование» «L'inchiesta», Италия — Испания — США — Болгария, 2006)
- Кирилл Лавров («Мастер и Маргарита», Россия, 2005)
- Джеймс Несбитт («Страсть[англ.]» «The Passion», Великобритания, 2008)
- Скотт Смит («Пилат» «Pilate», 2008)
- Хью Бонневилль («Бен-гур» «Ben-Hur», Великобритания — Германия — Канада, 2010)
- Филиппо Нигро[итал.] («Варавва[итал.]» «Barabba», Италия — США, 2012)
- Ремо Джироне («Мария из Назарета[англ.]» «Maria di Nazaret», Италия, 2012)
- Грег Хикс[англ.] («Библия» «The Bible», США, 2013)
- Грег Хикс[англ.] («Сын Божий» «Son of God», США, 2014)
- Сергей Фетисов («Иуда», Россия, 2013)
- Винсент Риган («Наша эра. Продолжение Библии[англ.]» «A.D. The Bible Continues», США, 2015)
- Стивен Мойер («Убийство Иисуса[англ.]» «Killing Jesus», США, 2015)
- Пилу Асбек («Бен-Гур» «Ben-Hur», США, 2016)
- Константин Самоуков («Варавва», Россия, 2018)
- Бен Дэниелс («Иисус Христос — суперзвезда[англ.]» «Jesus Christ Superstar Live in Concert», США, 2018)
- Борис Исагирре[исп.] («Иоанн Апостол, Эльмас Амадо[англ.]» «Juan Apóstol, el más amado», Мексика, 2019)
- Сержиу Мароне[фр.] («Иисус из Назарета[фр.]« «Jesús de Nazareth», Мексика, 2019)
- Джейсон Мерреллс[англ.] («Иисус: Его жизнь[англ.]« «Jesus: His Life», Великобритания, 2019)
- Клас Банг («Мастер и Маргарита», Россия, 2024)